# Radcliffe on Trent
Radcliffe on Trent ist eine Gemeinde (Civil parish) in Rushcliffe im englischen Nottinghamshire mit einer Einwohnerzahl von ca. 8000.
In Radcliffe, kaum zehn Kilometer östlich von Nottingham gelegen, wurde die Versuchsstrecke für die Gleise im Kanaltunnel entwickelt.
Nur einen weiteren Kilometer östlich befindet sich der Spellow Hill.

## Persönlichkeiten
- Harry Daft (1866–1945), Fußballer